# Cheirochelifer
Genre
Cheirochelifer est un genre de pseudoscorpions de la famille des Cheliferidae.

## Distribution
Les espèces de ce genre se rencontrent en Europe du Sud et en Turquie.

## Liste des espèces
Selon Pseudoscorpions of the World (version 3.0) :
- Cheirochelifer bigoti Heurtault, 1981
- Cheirochelifer heterometrus (L. Koch, 1873)
- Cheirochelifer turcicus Beier, 1967

## Publication originale
- Beier, 1967 : Ergebnisse zoologischer Sammelreisen in der Türkei. Annalen des Naturhistorischen Museums in Wien, vol. 70, p. 301-323 (texte intégral).